# THeMIS
Il THeMIS (acronimo di Tracked Hybrid Modular Infantry System) è un veicolo terrestre senza pilota - comunemente indicato come UGV, dall'inglese Unmanned Ground Vehicle - multiruolo progettato principalmente per applicazioni militari e costruito dalla Milrem Robotics, azienda estone con sede a Tallinn.  In particolare, grazie alla sua versatilità, il veicolo è destinato a fornire supporto alle truppe smontate in aree di combattimento fungendo da piattaforma di trasporto, drone armato, unità di rilevamento e distruzione di ordigni esplosivi ed altro ancora.

## Capacità e varianti
L'idea con cui è stato progettato il THeMIS era quella di realizzare un veicolo multiruolo che, grazie alla sua natura modulare, fosse adattabile alle varie esigenze e convertibile in diverse versioni apportando una quantità di modifiche relativamente bassa.

Per questo, il THeMIS è costituito da una piattaforma centrale posta tra due organi cingolati, all'interno dei quali trovano alloggiamento il motore ed altri dispostivi, sulla quale possono essere montate diverse sovrastrutture, cosicché il veicolo, che è in grado sia di essere comandato da remoto che di muoversi su un percorso precedentemente programmato e che è dotato di un sistema di controllo autonomo atto a evitare ostacoli, possa essere destinato a diversi compiti, dal combattimento all'evacuazione dei feriti, a seconda dell'attrezzaggio.
Così, ad esempio, le diverse varianti Cargo hanno come scopo principale quello di supportare la logistica e rifornire le unità combattenti in prima linea, riducendo il carico fisico e cognitivo delle unità di fanteria ed evitando l'esposizione di altro personale al fuoco nemico, mentre le diverse varianti Combat, che possono essere equipaggiate con mitragliatrici leggere o pesanti, cannoni automatici da 30 mm e missili anticarro, forniscono fuoco diretto in supporto delle unità di manovra agendo come moltiplicatori di forza, e le varianti Observe sono atte alla raccolta di informazioni e alla sorveglianza e ricognizione di ampie aree.

### Varianti
- THeMIS Cargo
- THeMIS Cargo Mortar carrier
- THeMIS Cargo CASEVAC
- THeMIS Combat Support
- THeMIS Combat with ADDER DM
- THeMIS Combat with PROTECTOR RWS
- THeMIS Combat with deFNder Medium
- THeMIS Combat with R400S-MK2-D-HD
- THeMIS Combat with GUARDIAN 2.0
- THeMIS Combat with Hero-120
- THeMIS Observe
- THeMIS Observe with the KX-4 LE Titan
- THeMIS Observe with Shark
- THeMIS with GroundEye

## Storia
Realizzato a partire dal 2015 dalla estone Milrem Robotics, il THeMIS è stato via via testato in diversi scenari di combattimento dall'esercito estone, che lo ha impiegato ad esempio nel Sahel nel 2019, e il suo primo acquisto nella versione da combattimento è stato ufficializzato il 29 settembre 2020 da Estonia e Paesi Bassi - che avevano già acquistato nel 2019 alcuni esemplari della variante Cargo - i quali hanno annunciato di aver sottoscritto un contratto per ricevere congiuntamente 7 unità di tale variante del veicolo.
Negli anni, il sistema è stato esportato in diversi paesi membri e alleati della NATO, tra cui Australia, Francia, Germania, Norvegia, Regno Unito, Spagna, Stati Uniti d'America e Svezia, ma anche in paesi esterni all'organizzazione, come gli Emirati Arabi Uniti che, nel 2024, hanno sottoscritto con Milrem Robotics un contratto per l'acquisto di  40 THeMIS Combat. All'inizio del 2023, infatti, la Milrem Robotics è stata acquisita dalla multinazionale emiratina EDGE e il suo mercato è stato quindi ampliato anche ai paesi esterni all'alleanza atlantica.
Il 6 settembre 2022, Milrem Robotics ha consegnato un THeMIS CASEVAC, ossia la variante destinata all'evacuazione dei feriti, a un'organizzazione benefica ucraina e, il 22 novembre 2022, il ministero della difesa tedesco ha firmato un contratto per la consegna all'Ucraina di altri 14 THeMIS, di cui 7 in versione CASEVAC. Proprio nel teatro di guerra ucraino si ritiene che sia avvenuta la prima cattura di un THeMIS da parte di un esercito nemico, quando, verso la metà del 2024, l'esercito russo è riuscito a danneggiarne e catturarne un esemplare.